# Gadget Boy & Heather
A Gadget Boy and Heather (magyarul "Gógyi fiú és Heather", vagy "Bigyó fiú és Heather") amerikai-francia televíziós rajzfilmsorozat. A sorozat 1995-ben indult el Amerikában csatornafüggetlen animációs rajzfilmként. Később a History sugározta a sorozat második évadát. Amerikán kívül Franciaországban M6, Angliában a BBC One a CBBC nevű blokkjában, és az ottani Cartoon Network, meg további más országokban is sugározták.
A főcímdalt írta és előadta Mike Piccirillo.
A sorozat a Gógyi felügyelő egyik átdolgozása.
A sorozatot Magyarországon a Cartoon Network sugározta magyar szinkron nélkül.

## Történet
Felszerelve fantasztikusnál fantasztikusabb kellékekkel, megoldja a legkülönösebb rejtélyeket. Segítségére a csodás titkosügynök, Heather és a hűséges robotkutya, G-9 siet. Bigyó fiú és Heather (port.hu)

## Szereplők
- Gadget Boy (Gógyi fiú, vagy Bigyó fiú) – A történet főszereplője, aki gyerekkorú bionikus nyomozóként dolgozik az Interpolnál New York City-ben.
- Heather ügynök – Szintén az Interpolnál dolgozik, és Gógyi fiú segédje.
- G-9 – Gógyi fiú szintén bionikus kutyája.
- Spydra – Egy pókszerű maszkos női szörny, akinek fő célja, hogy legyőzze Gógyi fiút és sikeresen kövessen el mindenféle bűntényt.
- Boris – Spydra beszélő háziállat keselyűje, aki orosz akcentussal beszél.
- Mulch és Hummus – Spydra csatlósai, akik ikertestvérek.
- Myron Dabble – Egy amerikai tudós, aki Svájcból svájci, és az Interpolnak dolgozik. Szerelmes Heather ügynökbe.
- Drake Stromboli főnök – Az Interpol vezetője, aki olasz.

### Szereplők eredetije
Mivel ez a sorozat a Gógyi felügyelő átdolgozása, ezért észrevehetően vannak hasonlóságok a szereplők között.
| Eredeti szereplő          | Új szereplő           | Eltérés a két szereplő között                                                                                                   |
| ------------------------- | --------------------- | --- |
| Gógyi felügyelő           | Gógyi fiú             | Gógyi fiú gyerekkorú, és tökéletes felnőtt nyomozó.                                                                             |
| Penny                     | Heather ügynök        | Heather felnőtt, és Gógyi fiú munkatársa.                                                                                       |
| Agytröszt                 | G9                    | G9 egy bionikus kutya. |
| Dr. Fondor                | Spydra                | Spydra egy női mutáns pókszerű szörny, aki Fondor-ral ellentétben megjelenik az egész teste látható.                            |
| Vadmacska                 | Boris                 | Boris keselyű, aki beszél. |
| M.A.D. ügynökök           | Mulch és Hummus       | Az ellenség (Spydra) egyetlen ügynökei.                                                                                         |
| Von Slickstein professzor | Myron Dabble          | Dabble-t többször is lehet látni a sorozatban.                                                                                  |
| Quimby rendőrfőnök        | Drake Stromboli főnök | Stromboli az Interpol főnöke, és Gógyi fiúnak az küldetés tartalmát egy hosszú papír által adja át ami a nyakkendőjéből jön ki. |

## Gadget Boy's Adventures in History
A Gadget Boy második évada, amit 1997 és 1998 között sugároztak. Itt Gógyi fiúnak meg kell mentenie a történelmet Spydra-tól, aki át akarja írni saját önmaga tetszésére. Az évadot a History Channel sugározta.

## Epizódlista
Felül az eredeti cím, alul pedig szabad magyar fordításban megadott cím olvasható zárójelben.

### 1. évad (Gógyi fiú)
| #   | Epizód címe (magyarul)                                                         | Bemutató             |
| --- | ------------------------------------------------------------------------------ | -------------------- |
| 1.  | Raiders of the Lost Mummies (Az elveszett múmiák fosztogatói)                  | 1995. szeptember 9.  |
| 2.  | From Russia with Gadget Boy (Gógyi Fiúval Oroszországból)                      | 1995. szeptember 16. |
| 3.  | Don't Burst my Bubble (Ne robbantsd fel a buborékomat)                         | 1995. szeptember 23. |
| 4.  | Gadget Boy in Toyland (Gógyi fiú Játékországban)                               | 1995. szeptember 30. |
| 5.  | Gadget Boy and the Wee Folk (Gógyi fiú és a Wee Folk)                          | 1995. október 7.     |
| 6.  | You Oughta Be in Paintings (Neked kellenek a festmények)                       | 1995. október 14.    |
| 7.  | All That Gadgets Is Not Glitter (Nem minden bigyó ami fénylik)                 | 1995. október 21.    |
| 8.  | Gadget Boy and the Great Race (Gógyi fiú és a nagy verseny)                    | 1995. október 28.    |
| 9.  | Gadget Boy and the Ship of Fools (Gógyi fiú és a Bolondok Hajója)              | 1995. november 4.    |
| 10. | Gadget Boy and the Uncommon Cold (Gógyi fiú és a ritka nátha)                  | 1995. november 11.   |
| 11. | Double Double Toil and Dabble (Nagyon dupla-dupla és Dabble)                   | 1995. november 18.   |
| 12. | Gadget Boy Squadron (Gógyi fiú Repülőszázada)                                  | 1995. november 25.   |
| 13. | My Gadget Guard (Az én bigyóőrségem)                                           | 1995. december 2.    |
| 14. | Treasure of the Sierra Gadget (A Siera Gadget kincse)                          | 1995. december 9.    |
| 15. | Gadget Boy and the Dumpling Gang (Gadget Boy és a Bumpling banda)              | 1995. december 16.   |
| 16. | The Day the Gadget Boy Stood Still (A nap amikor megállt Gógyi fiú)            | 1995. december 23.   |
| 17. | Monumental Mayhem (Nagyszabású testi sértés)                                   | 1995. december 30.   |
| 18. | Jurassic Spydra                                                                | 1996. január 6.      |
| 19. | Gadget Boy's Tiniest Adventure (Gógyi fiú legkisebb kalandja)                  | 1996. január 13.     |
| 20. | Power of Babble (Babble ereje)                                                 | 1996. január 20.     |
| 21. | Pirate of the Airwaves (A léghullámok kalóza)                                  | 1996. január 27.     |
| 22. | Jaws and Teeth Too (Az állkapocs és a fog)                                     | 1996. február 3.     |
| 23. | Eight Hands are Quicker Than Gadget Boy (Nyolc kézzel gyorsabb mint Gógyi fiú) | 1996. február 10.    |
| 24. | Boris for President (Borist elnöknek)                                          | 1996. február 17.    |
| 25. | All Webbed Up, Nowhere to Go (Minden hálóval fel a semmibe)                    | 1996. február 27.    |
| 26. | Vulture of the Bride (A keselyű esküvője)                                      | 1996. március 2.     |

### 2. évad (Gógyi fiú megmenti a történelmet)
Az évad epizódjain belül a történetek nagy része részenként más-más időpontokban játszódik.
| #   | Epizód címe (magyarul)                                                           | Időpont és hely                                               | Bemutató             |
| --- | -------------------------------------------------------------------------------- | ------------------------------------------------------------- | -------------------- |
| 1.  | The Vulture Has Landed (A keselyű landulása)                                     | A Cape Canaveral-i bázis, Florida USA-Hold, 1969              | 1997. szeptember 6.  |
| 2.  | The Long and Winding Wall (A hosszú, kanyargós fal)                              | Kína – I. e. 221                                              | 1997. szeptember 13. |
| 3.  | For Whom the Torch Rolls (Kinek a fáklya tekercsei)                              | Görögország – I. e. 400                                       | 1997. szeptember 20. |
| 4.  | Madame Spydra Fly (Madame Spydra repül)                                          | Japán – 1853                                                  | 1997. szeptember 27. |
| 5.  | An Ice Age Runs Through It (Egy jég korszak válik ketté)                         | Kr. e. 70 millió                                              | 1997. október 4.     |
| 6.  | The Three Gadgeteers (A három bigyókrata)                                        | Párizs, Franciaország – 1617                                  | 1997. október 11.    |
| 7.  | Hot Time in Old Caves (Meleg idő régi barlangban)                                | Kr. e. 750 ezer                                               | 1997. október 18.    |
| 8.  | Bionic Blunder from Down Under (Bionikus baklövés mélyéből)                      | Ausztrália – 1915                                             | 1997. október 25.    |
| 9.  | Some Assembly Required (Néhány kívánt gyülekezés)                                | Detroit, Michigan, USA – 1909                                 | 1997. november 1.    |
| 10. | Gadget-Stein                                                                     | Genf – 1816                                                   | 1997. november 8.    |
| 11. | Ice Station Vulture (Keselyű jégállomás)                                         | Északi-sark – 1909                                            | 1997. november 15.   |
| 12. | Coming In on a Web and Prayer (Érkezés a hálóra és imádság)                      | Kitty Hawk, Észak-Karolina, USA – 1903                        | 1997. november 22.   |
| 13. | All's Fair at the World Fair (Minden tisztességes világkiállítás)                | Queens, New York, USA – 1939                                  | 1997. november 29.   |
| 14. | A Whale of a Sail of a Tail (Egy bálna, egy vitorlájának, egy farka)             | Fönícia, I. e. 1300                                           | 1997. december 6.    |
| 15. | An Extinct Possibility (Egy kihalt lehetőség)                                    | 1955                                                          | 1997. december 13.   |
| 16. | A Knight to Remember (Egy lovag emléke)                                          | Anglia, 1216                                                  | 1997. december 20.   |
| 17. | No Laughing Matter (Nem nevetséges anyag)                                        | Hollywood, Kalifornia, USA – 1920                             | 1997. december 27.   |
| 18. | It's Not Easy Staying Green (Ez nem könnyű zöld tartozás)                        | Brazília, 1970                                                | 1998. január 3.      |
| 19. | Just Fakir-Ing It (Csak az a fakírság)                                           | India – 1928                                                  | 1998. január 10.     |
| 20. | Go West Young Vulture (Irány a nyugat fiatal keselyűje)                          | Kalifornia, USA – 1850                                        | 1998. január 17.     |
| 21. | These Are a Few of My Favourite Flying Things (Íme néhány kedvenc repülő dolgom) | Firenze, Olaszország – 1470                                   | 1998. január 24.     |
| 22. | Valley of the Vulture (Keselyűk völgye)                                          | Egyiptom – 1922                                               | 1998. január 31.     |
| 23. | The Time Land Forgot (Időország felejtése)                                       | Mexikó – 700                                                  | 1998. február 7.     |
| 24. | Three Brainiacs in a Fountain (Három agyasok egy szökőkútban)                    | Párizs, Franciaország – 1902, 1864, és 1932                   | 1998. február 14.    |
| 25. | A Gadget Boy Christmas All Around the World (Gógyi fiú karácsonya a világ körül) | Törökország – 325, Olaszország – I. e. 500 Németország – 1517 | 1998. február 21.    |
| 26. | Back to the Vulture (Vissza a keselyűbe)                                         | 1957                                                          | 1998. február 28.    |

## Otthoni kiadás
A második évadot 2012. február 21-én adta ki a Mill Creek Entertainment az 1-es régióban három lemezen. Ugyanezen a napon kiadták az első évad 10 legjobb részét.
Az első évad iTunes Store-on érhető el.

## Fordítás
- Ez a szócikk részben vagy egészben  a   Gadget Boy című angol Wikipédia-szócikk fordításán alapul.  Az eredeti cikk szerkesztőit annak laptörténete sorolja fel. Ez a jelzés csupán a megfogalmazás eredetét és a szerzői jogokat jelzi, nem szolgál a cikkben szereplő információk forrásmegjelöléseként.